# کوریدونیا
کوریدونیا (به ایتالیایی: Corridonia) یک کومونه در ایتالیا است که در استان ماچه‌راتا واقع شده‌است.

## خصوصیات
کوریدونیا ۶۲٫۰ کیلومترمربع مساحت و ۱۵٬۴۳۵ نفر جمعیت دارد و ۲۶۱ متر بالاتر از سطح دریا واقع شده‌است.